# Pedro Díaz Lobato
Pedro Díaz Lobato es un ex ciclista profesional español. Nació en Madrid el 31 de mayo de 1973. Fue profesional entre 1999 y 2004 ininterrumpidamente.

## Palmarés
1999
- 1 etapa de la Vuelta a Argentina

2001
- 1 etapa de la Vuelta a Andalucía

2003
- Memorial Manuel Galera
- 1 etapa de la Vuelta a España

## Resultados en las Grandes Vueltas y Campeonatos del Mundo
Durante su carrera deportiva ha conseguido los siguientes puestos en las Grandes Vueltas y en los Campeonatos del Mundo:
| Carrera         | 1999 | 2000 | 2001  | 2002 | 2003  | 2004 |
| --------------- | ---- | ---- | ----- | ---- | ----- | ---- |
| Giro de Italia  | -    | -    | -     | -    | -     | -    |
| Tour de Francia | -    | -    | -     | -    | -     | -    |
| Vuelta a España | 44.º | 76.º | 122.º | -    | 117.º | -    |
| Mundial en Ruta | -    | -    | -     | -    | -     | -    |

-: no participa 

Ab.: abandono

## Equipos
- Fuenlabrada (1999-2000)
  - Fuenlabrada-Cafés Toscaf (1999)
  - Colchón Relax-Fuenlabrada (2000)
- Costa de Almería (2001-2004)
  - Jazztel-Costa de Almería (2001-2002)
  - Paternina-Costa de Almería (2003)
  - Costa de Almeria-Paternina (2004)